# Jill Jackson
Jill Jackson (ur. w 1980 roku w Szkocji) – szkocka muzyk, kompozytorka i gitarzystka. Jej muzyka to mieszanina  rocka, folku i alternatywnej muzyki country.
Jackson pochodzi z muzykalnej rodziny. Zaczęła grać na gitarze w wieku 9 lat, a pierwszą piosenkę napisała w wieku 11 lat. Mając lat 15 występowała już profesjonalnie z zespołem country Jacksonville.
W 2003 roku Jackson zwróciła uwagę szerszej publiczności jako wokalistka szkockiej grupy Speedway, którą założyła z Jimem Duguidem w wieku 20 lat. Choć zespół był popierany przez brytyjską prasę, nie osiągnął większego sukcesu na listach przebojów i rozpadł się w 2004 roku.
Na początku 2006 roku Jackson wydała album solowy. Dwie piosenki z albumu zostały wykonane przez Melanie C na jej albumie This Time.
Pod koniec 2008 roku Jill Jackson wystąpiła jako support podczas trasy koncertowej Kevina Montgomerego.